# Peretshofen (Mammendorf)
Peretshofen ist ein Ortsteil der Gemeinde Mammendorf im oberbayerischen Landkreis Fürstenfeldbruck. 

## Lage
Der Weiler liegt circa einen Kilometer westlich von Mammendorf.

## Baudenkmäler
Siehe auch: Liste der Baudenkmäler in Peretshofen
- Katholische Kapelle St. Michael